# Буддистський прапор

Буддистський прапор

Буддистський прапор в Пекіні

Буддистський прапор  — прапор, затверджений наприкінці XIX століття, щоб символізувати і універсально представити буддизм. Визнаний всесвітнім буддійським прапором 1952 року, на Всесвітньому конгресі буддистів. Використовується буддистами в усьому світі.

## Історія
Прапор був створений 1885 року Комітетом Коломбо (Colombo Committee) на Шрі-Ланці як символ буддійської віри та світу. П'ять кольорів прапора символізують п'ять кольорів аури, випромінюваної Буддою, коли він отримав просвітлення.
Синій колір — від волосся Будди, означав співчуття до всього сущого, жовтий (від шкіри) означав серединний шлях, якому варто слідувати, червоний колір (від тіла) означав благословення, яке приносить вчення Будди, білий колір від кісток і зубів символізував чистоту вчення Будди і звільнення, яке воно несе, а помаранчевий колір (від долонь, п'ят і губ) означав невимовну мудрість вчення Будди.
| Синій (Nīla): Любов, доброта, мир, співчуття                                                 |
| Жовтий (Pīta): Серединний Шлях — уникнути крайнощів, рівновага                               |
| Червоний (Lohita): Благословенна практика — досягнення, мудрість, сила, багатство і гідність |
| Білий (Odāta): Чистота Дхарми — що веде до звільнення, поза часом і простором                |
| Помаранчевий (Manjesta): Вчення Будди — мудрість                                             |
| -------------------------------------------------------------------------------------------- |

## Галерея

Прапор Дзьодо-сінсю
Тибетський буддистський прапор
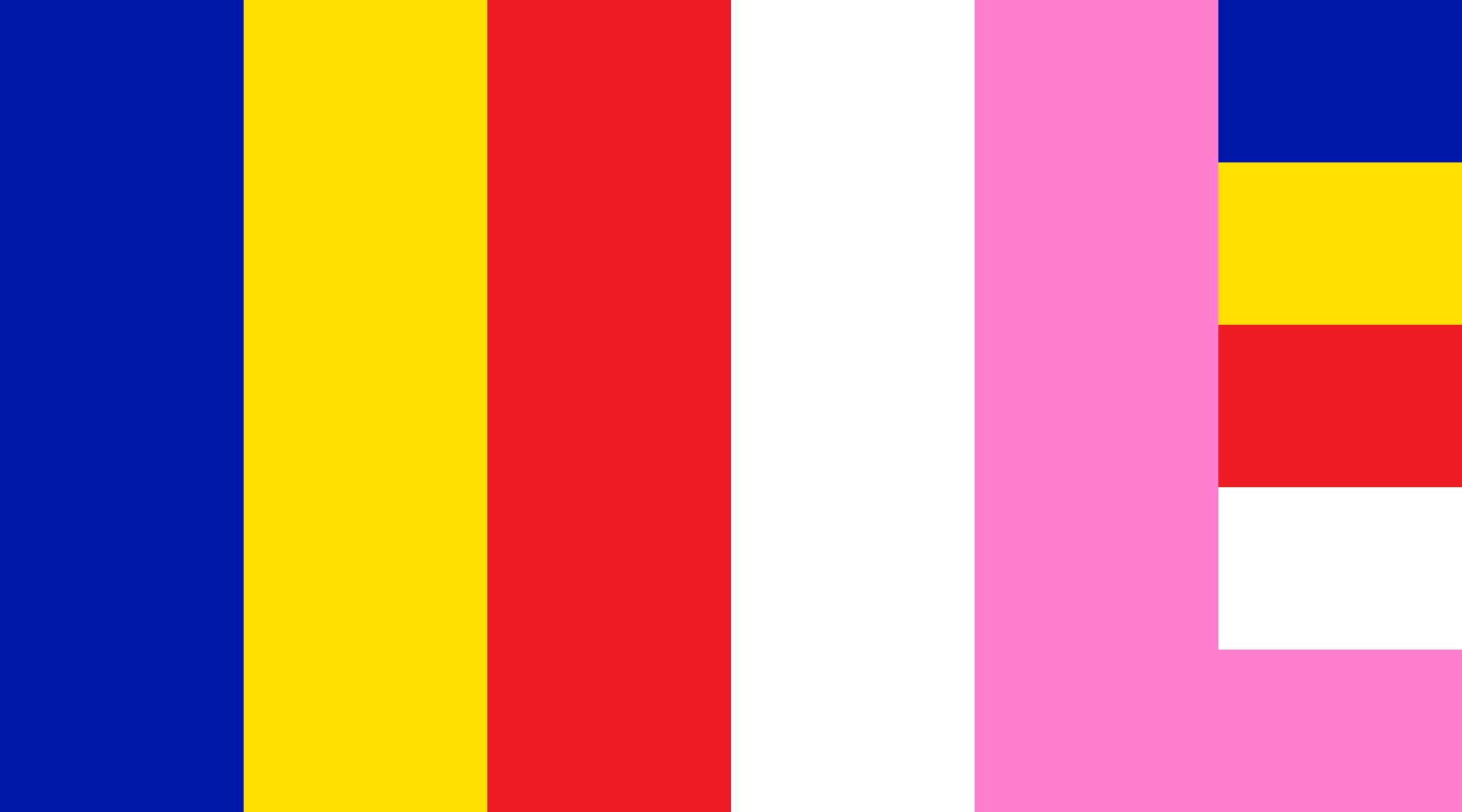
Буддистський прапор Бірми
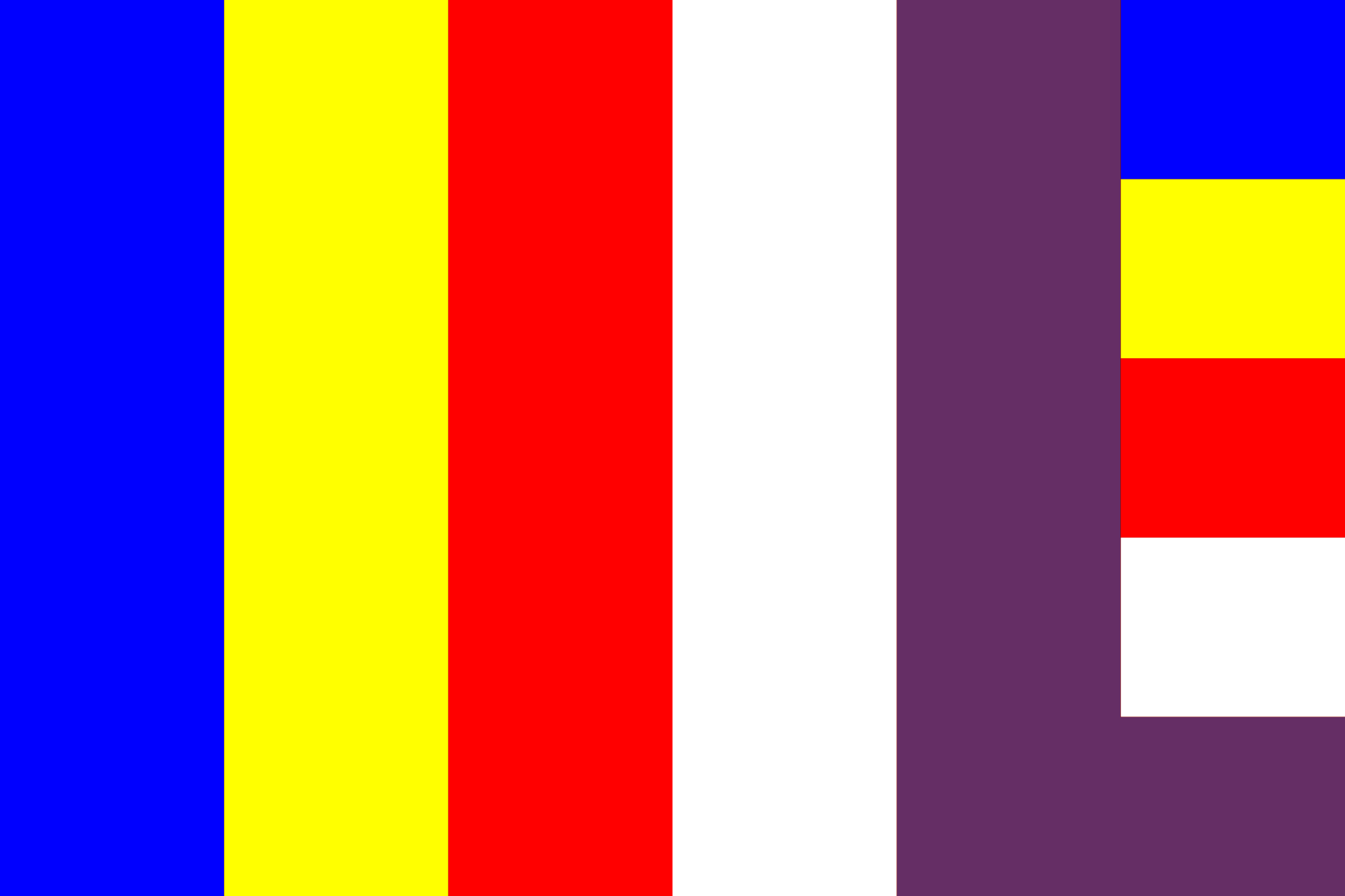
Непальський буддистський прапор
Японський буддистський прапор ("goshikimaku")
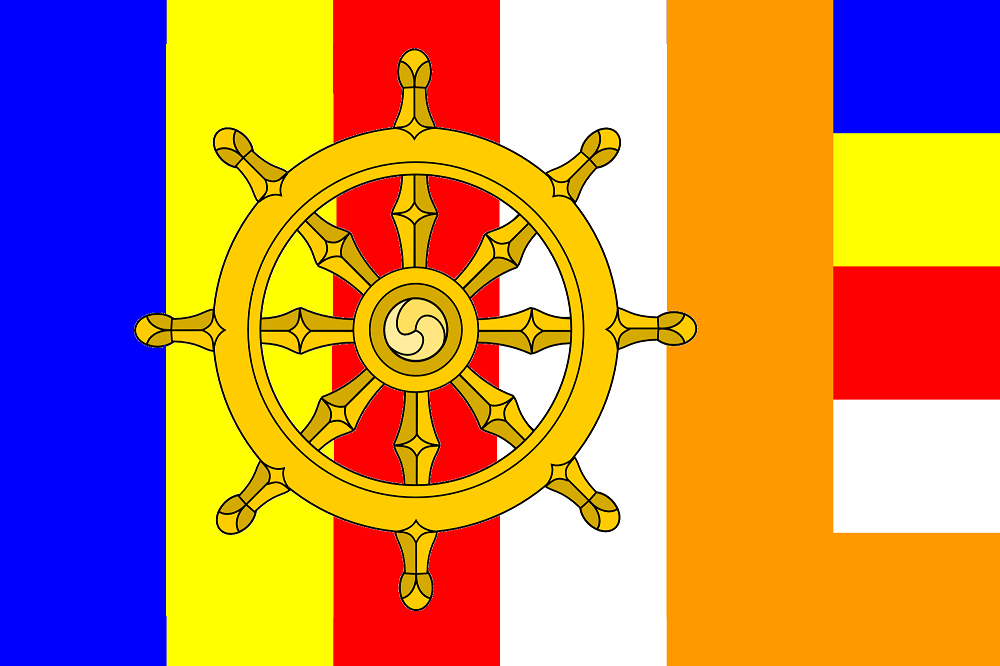
Варіант Dharma Wheel
Прапор Сока Гаккай
Тайський буддистський прапор
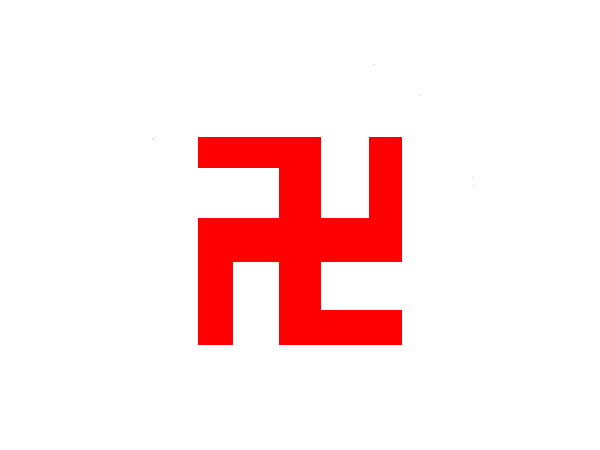
Корейський буддистський прапор
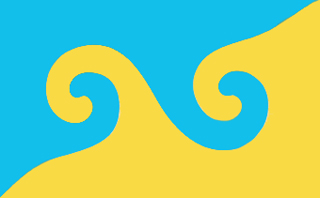
Прапор Карма Каг'ю